# Heimlich's Chew Chew Train
Heimlich's Chew Chew Train was een attractie in het Amerikaanse attractiepark Disney California Adventure Park die geopend werd op 7 oktober 2002 als onderdeel van het nieuwe parkdeel "a bug's land", en werd gesloten op 15 september 2018, eveneens met het sluiten van ditzelfde parkdeel. Het was een rondrit in het thema van de film Een luizenleven.

## Ritbeschrijving
Bezoekers name plaats in een treintje in de vorm van de met een Duits accent sprekende rups Heimlich uit de film Een luizenleven. De hele attractie was opgebouwd rondom het feit dat Heimlich zich met eten volpropt.
Onder begeleiding van zijn stem reed het treintje door vergrote voedselobjecten, zoals een watermeloen, animal crackers, wortels, spruitjes en candy corn. In de attractie werd gebruikgemaakt van geureffecten om de beleving te doen versterken dat de bezoeker door werkelijke stukken voedsel heen rijdt. Uit de voedselobjecten waren grote happen genomen, dat doet vermoeden dat Heimlich al eerder langs is geweest.
Op het einde van de rit zei Heimlich de bezoekers vaarwel, en herinnert hij ze eraan dat ze hun groente en fruit op moeten eten.

## Afbeeldingen

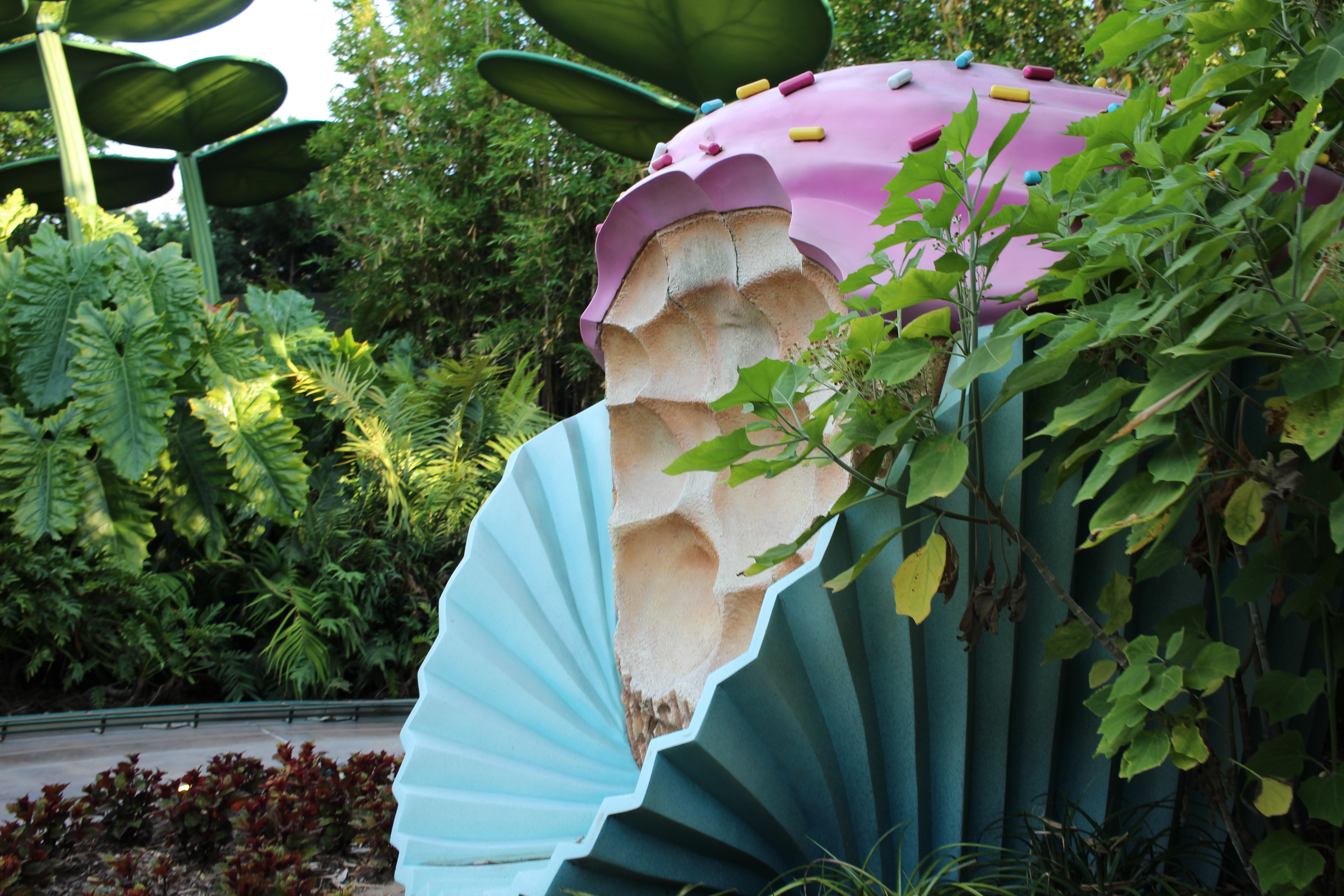
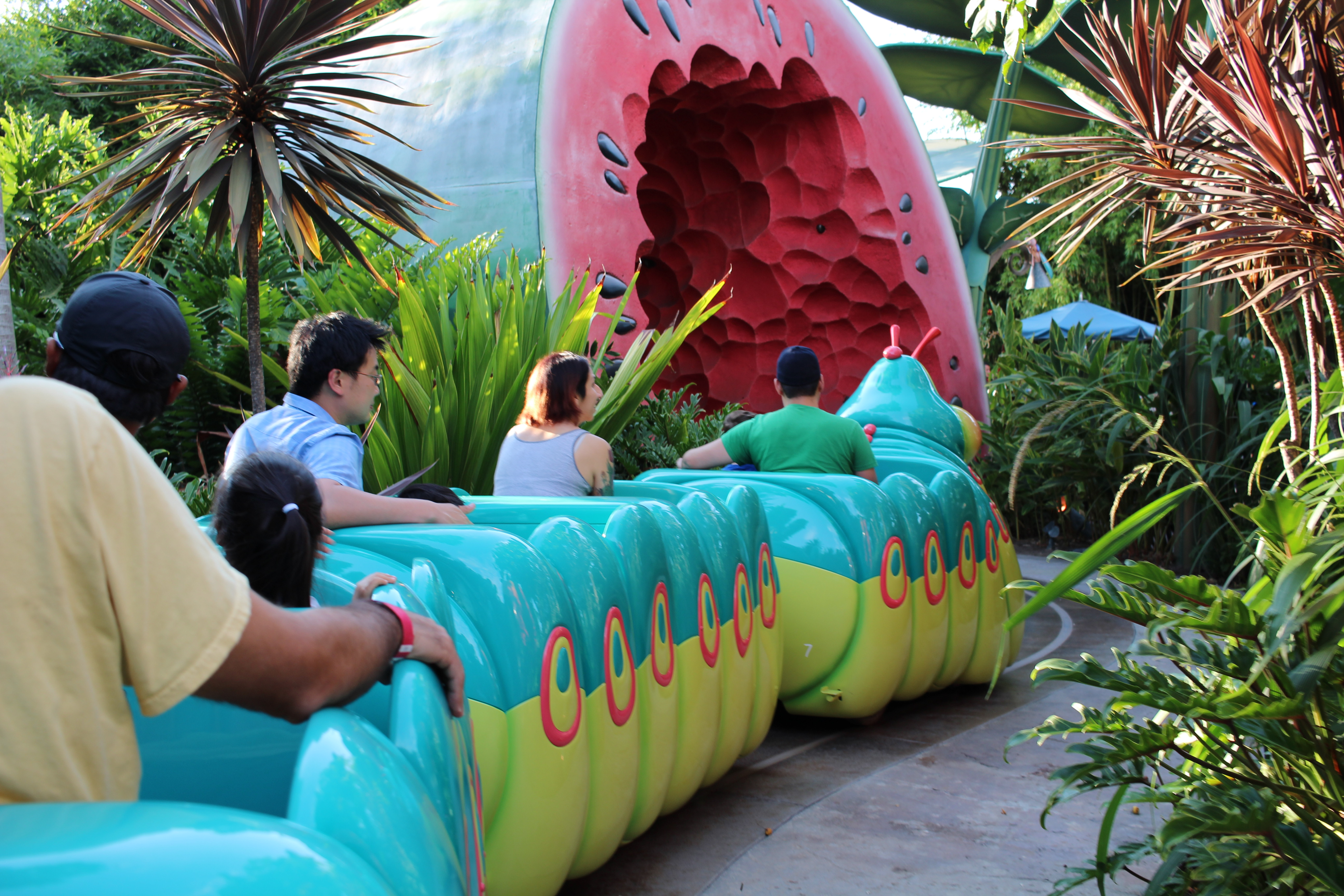
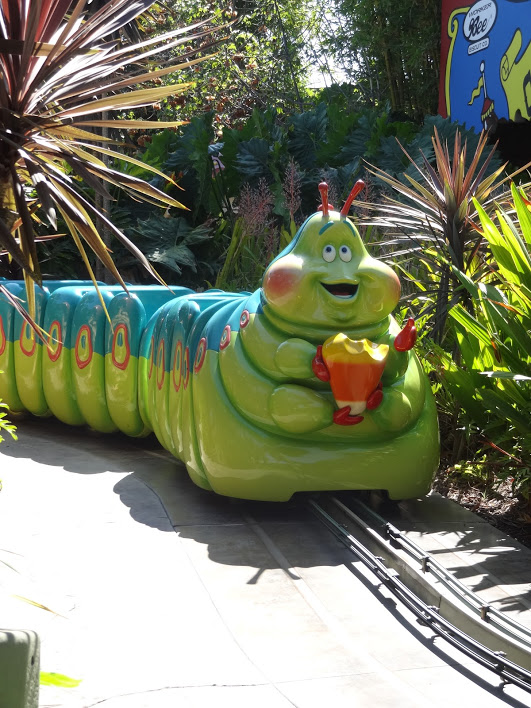

Disneyland Resort · Lijst van attracties in Disney California Adventure Park